# Square de l'Opéra-Louis-Jouvet
Le square de l'Opéra-Louis-Jouvet est une voie du 9e arrondissement de Paris, en France.

## Situation et accès
Le square de l'Opéra-Louis-Jouvet est une voie privée située dans le 9e arrondissement de Paris. Il débute au 5, rue Boudreau et se termine au 10 bis, rue Édouard-VII.
Le quartier est desservi par les lignes 3, 7 et 8 à la station  Opéra, par les lignes 8, 12 et 14 à la station Madeleine et par la ligne A du RER, à la gare d'Auber.

## Origine du nom

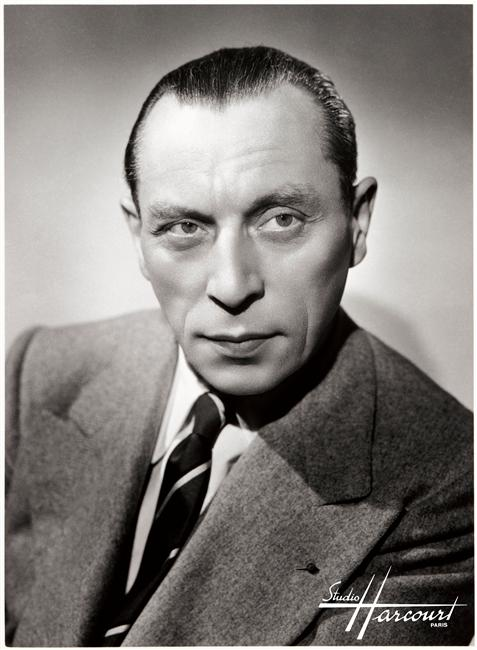
Louis Jouvet en 1947.

Il porte ce nom en raison de la proximité de l'Opéra de Paris et en mémoire du comédien français Louis Jouvet (1887-1951), qui était directeur du théâtre de l'Athénée dont l'entrée se trouve dans cette voie.

## Historique
Cette voie est créée par le Crédit foncier en 1896, sur l'emplacement de l'ancien théâtre l'Eden-Théâtre, sous le nom de « square de l'Opéra » et il prend ensuite la dénomination de « square de l'Opéra-Louis-Jouvet », le 6 mai 1955.

## Bâtiments remarquables et lieux de mémoire

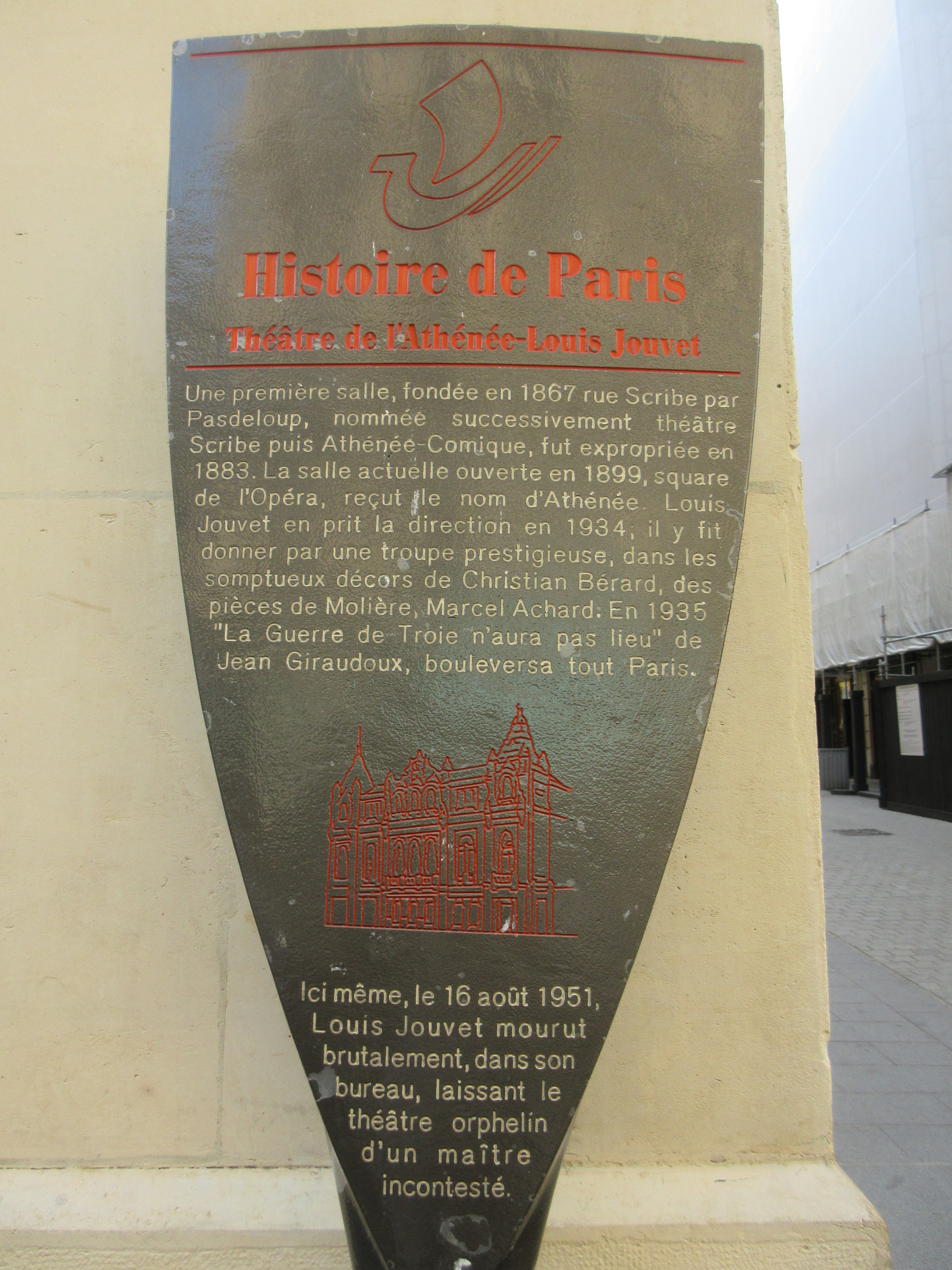
Panneau Histoire de Paris
« Théâtre de l'Athénée-Louis-Jouvet »

- Le square est orné de Le Poète chevauchant Pégase d'Alexandre Falguière.
- Théâtre de l'Athénée.
- No 1, 3, 5, 6 : immeubles construits en 1896 formant un ensemble  Inscrit MH (2005)[1].

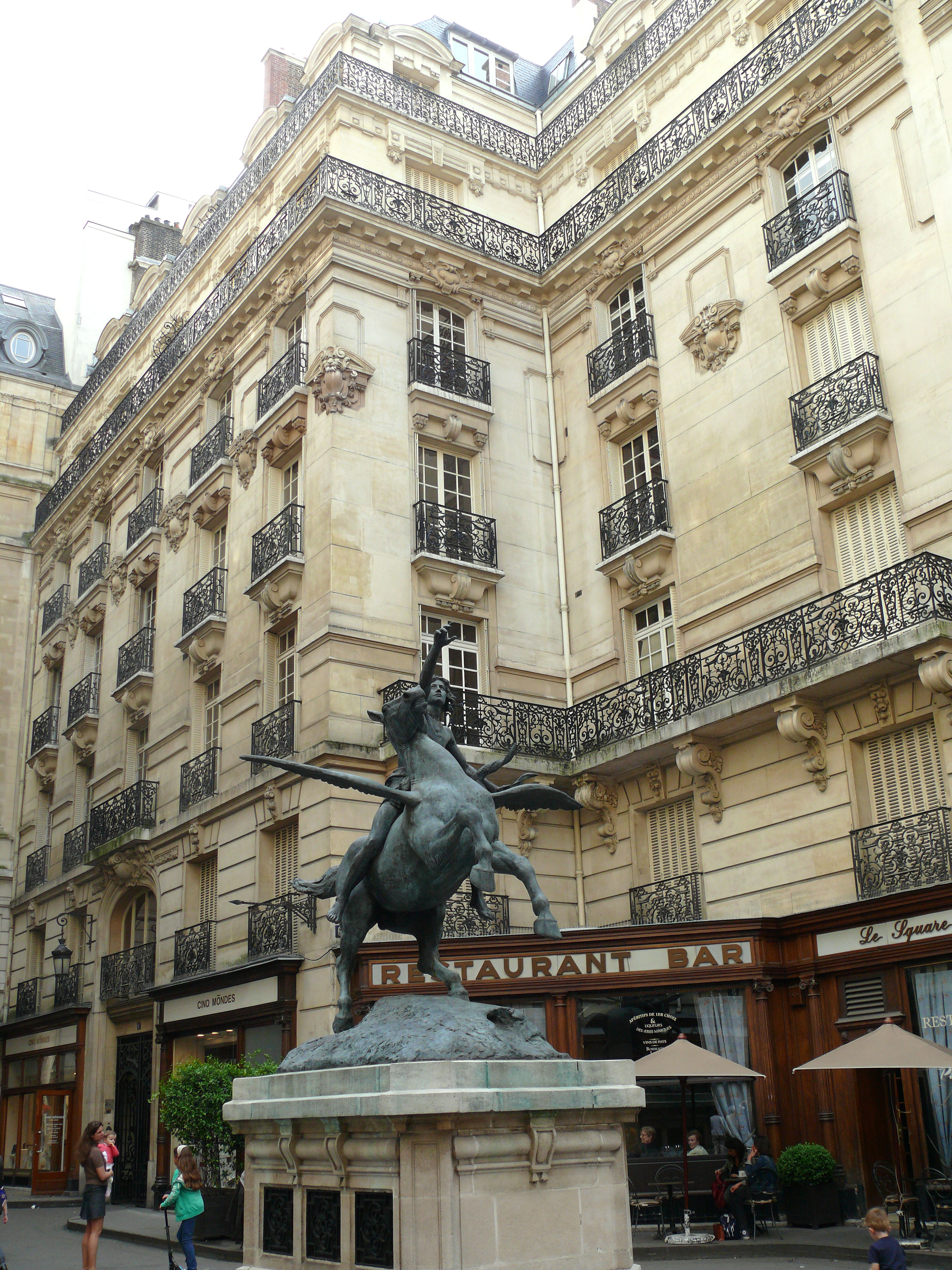
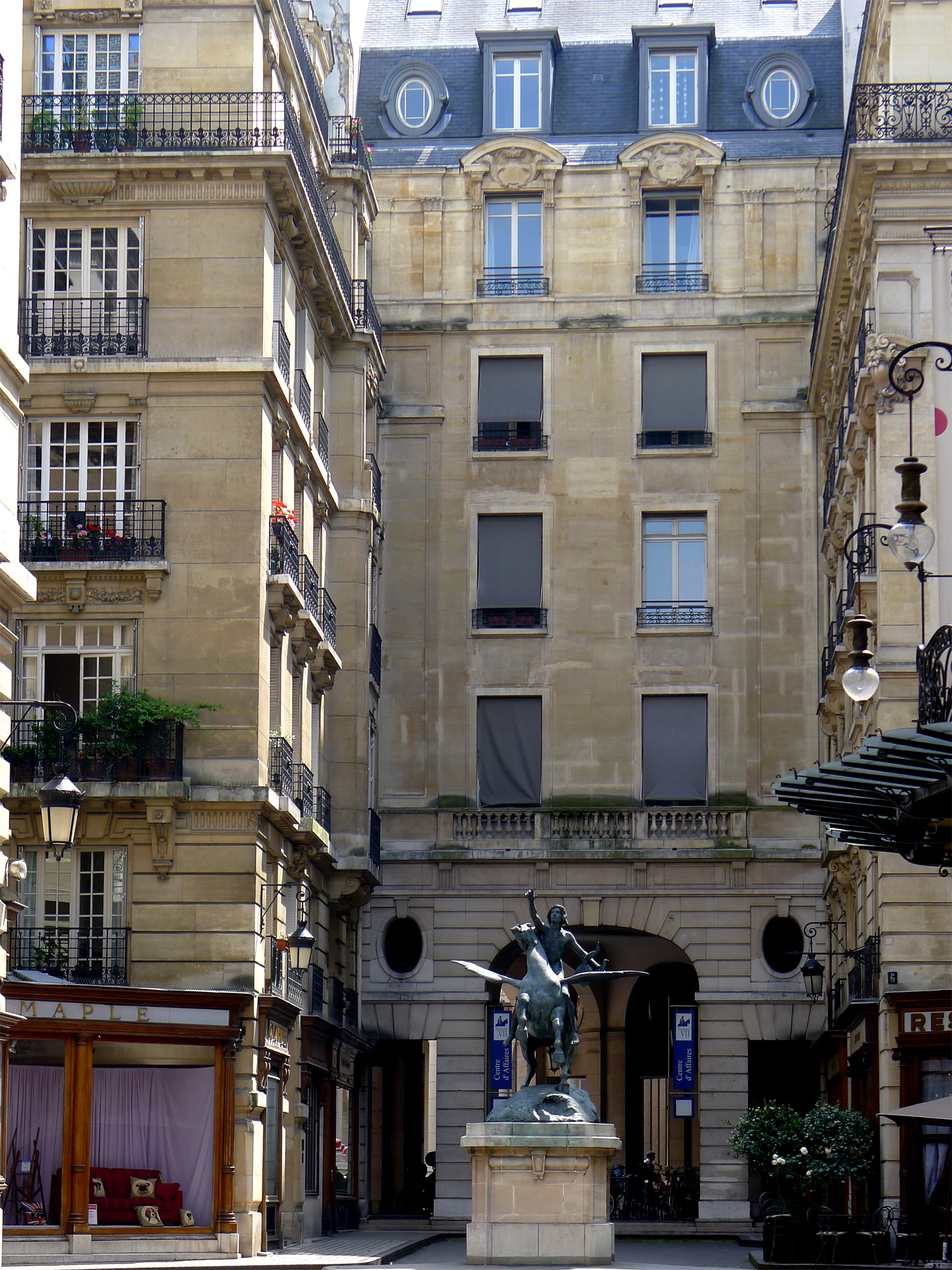
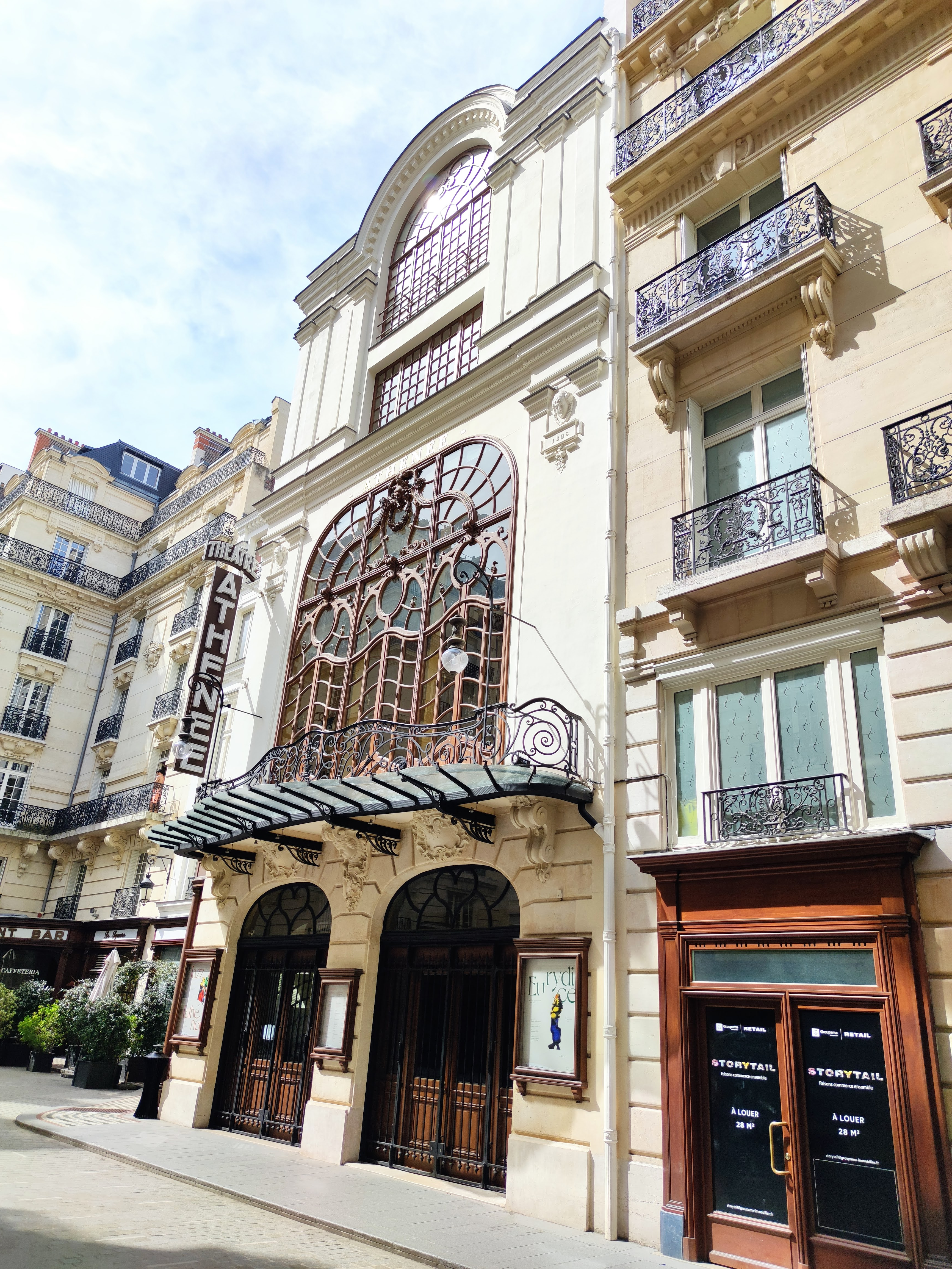
Le théâtre de l'Athénée.